# 29 Korpus Strzelecki (ZSRR)
29 Korpus Strzelecki (ros. 29-й стрелковый корпус)  – wyższy związek taktyczny piechoty Armii Czerwonej z okresu II wojny światowej.

## Formowanie i walki
29 Korpus Strzelecki (29 KS) pierwszy raz sformowany został w 17 sierpnia 1940. W czasie ataku na Związek Radziecki dokonanej przez armie III Rzeszy i wojska jej satelitów, 29 Korpus Strzelecki w walkach odwrotowych poniósł dotkliwe straty. Rozwiązanie 1 KS nastąpiło 1 września 1941. Sformowany ponownie 29 Korpus Strzelecki funkcjonował od 1 marca 1943 do 22 kwietnia 1943. Trzecie i ostatnie formowanie 29 Korpusu Strzeleckiego miało miejsce 29 czerwca 1943.. Jego szlak bojowy w walce z armią niemiecką prowadził z Ponyri w rejonu Kurska przez Ripky, Bobrujsk, Mińsk, Białystok, Ostrów Mazowiecką, Różan, Maków Mazowiecki i Pasłęk, a zakończył się w rejonie Płoskinia - Braniewo - Tolkmicko.

## Dowódcy korpusu
- gen. por. Jakow Fokanow[2] (06.09.1944 - 09.05.1945)[1]

## Struktura organizacyjna
Skład w 1945:
- 73 Dywizja Piechoty
- 102 Dywizja Piechoty
- 217 Dywizja Piechoty[3].